# هندریک هلمکه
هندریک هلمکه (انگلیسی: Hendrik Helmke؛ زادهٔ ۱۳ ژوئیهٔ ۱۹۸۷) یک بازیکن فوتبال برزیلی-آلمانی است که برای باشگاه فوتبال الاهلی مصر در لیگ برتر مصر در پست هافبک توپ می‌زند.
هلمکه همچنین در سال ۲۰۱۲ با تیم همکاری یونایتد در گینه نو و صبای قم قرارداد بست، اما در هیچ‌یک از بازی‌های این تیم به میدان نرفت.
همچنین هلمکه در اواخر سال میلادی ۲۰۱۴ از هانزاروستوک آلمان پیشنهاد داشت ولی به این تیم نرفت و به باشگاه فوتبال استقلال تهران تا پایان نیم فصل دوم پیوست.